# Ubojstvo Jesseja Jamesa od kukavice Roberta Forda (2007.)
Ubojstvo Jesseja Jamesa od kukavice Roberta Forda (eng. The Assassination of Jesse James by the Coward Robert Ford) je vestern drama Andrewa Dominika iz 2007. snimljena prema istoimenom romanu Rona Hansena iz 1983. U glavnim ulogama pojavljuju se Brad Pitt kao Jesse James i Casey Affleck kao Robert Ford. Film je sniman u Calgaryju, Edmontonu i Winnipegu. Originalno predviđen za objavljivanje u 2006., film je odgođen i premontiran, a premijeru je doživio 21. rujna 2007. Iako film prikazuje stvarne povijesne figure, u velikoj mjeri dramatizira odnos Jamesa i Forda.

## Radnja
Uvod / Pljačka vlaka
Na početku filma pripovjedač prepričava mnoge činjenice i legende o američkom odmetniku s kraja 19. stoljeća, Jesseju Jamesu (Brad Pitt). Film pokušava raskrinkati što je više moguće mitova koji se vežu za Jamesa, a fokusira se na temu obožavanja junaka i slavnih osoba u 19. stoljeću. Paralelno s Jessejevom, teče priča o Robertu Fordu (Casey Affleck), naizgled nesigurnom mladiću koji je odrastao uz priče o Jesseju Jamesu, a ljudi oko njega ga često nazivaju kukavicom. Bob se daje u potragu za svojim junakom u šumama Blue Cuta u Missouriju gdje banda James priprema pljačku vlaka. Bob pokuša postati član bande uz pomoć svog brata Charleyja Forda (Sam Rockwell), koji je do tada bio novak. Jesse dopusti Bobu da sudjeluje u pljački kako bi se pokušao dokazati, ali ga Jessejev brat Frank James (Sam Shepard) prozre, rekavši kako nema potrebnih kvaliteta kako bi postao član bande. Pljačka uspijeva i postaje posljednja koju su počinila braća James. Frank nakon toga odlučuje odustati od kriminala i skrasiti se u Baltimoreu, ostavivši brata da sam vodi bandu. Jesseju isprva ne smeta Bob, a s vremenom ga počne voditi posvuda. S vremenom, Bob uspostavi odnos s Jessejem koji varira od ljubavi do mržnje. Još mu se divi do razine opsjednutosti, ali je u isto vrijeme i srdit te se boji Jessejeve nasilničke prirode. Jesse počne primjećivati Bobovu neugodu i neobični fanatizam te ga na kraju pošalje dalje od sebe.
Svađa između Dicka i Wooda
Članovi bande se nakon posljednje pljačke razilaze svaki na svoju stranu. Bob i dalje želi biti član bande te se počne zbližavati s drugim novacima u bandi koji redovito odsjedaju na farmi Marthe Bolton (Alison Eliott), starije Bobove sestre. Jessejev rođak Wood Hite (Jeremy Renner) također odsjeda ondje, a često se koristi Jessejevim statusom kako bi se nametnuo Bobu, što se ovome gadi. Wood se počne udvarati Marthi, ali Dick Liddil (Paul Schneider) mu se često nađe na putu. Dick, koji je najobrazovaniji član bande, ima reputaciju zavodnika. Tijekom Dickova i Woodova boravka u Woodovu domu u Kentuckyju, Dick se namjerno posvađa s Woodom nakon što je spavao s njegovom maćehom Sarah Hite (Kailin See). Dick pobjegne kući u Kansas City.
Urota
U zamjenu za partnerstvo, Dick jednog dana Bobu otkrije da se udružio s Jimom Cumminsom, prepredenim članom bande u urotu kako bi zarobili Jesseja zbog nagrade. Lik Jima Cumminsa se ne pojavljuje u filmu, ali ga se često spominje kako bi se dodao efekt Jessejevoj paranoji. Jesse voli posjećivati članove svoje bande svraćajući u njihove domove. Odluči posjetiti sramežljivog Eda Millera (Garret Dilahunt), najglupljeg člana bande. Edu odjednom izleti informacija o uroti Jima Cumminsa. Jesse odvuče Jima duboko u šumu, ubije ga i krene u lov na Jima. Zaustavlja se u Kansas Cityju kako bi pokupio Dicka, a njih dvojica nastavljaju put prema farmi Jima Cumminsa. Ondje susreću njegova nećaka Alberta Forda, rođaka Roberta i Charleyja Forda. Iako Albert ne zna gdje je Jim, Jesse ga prebije i otkrije svoju nasilnost i opterećenost. Dick ga zaustavi u daljnjim pokušajima da naudi dječaku. Zbunjen svojim postupcima, Jesse se rasplače i odjaše kako bi se pribrao. Dick se odluči vratiti na Marthinu farmu.
Obračun / Večera
Wood se vraća u Kentucky na farmu Boltonovih gdje susretne Dicka. Dvojica se odluče obračunati pištoljima u sobi na katu. Woodova prisutnost probudi Fordove. Charley iskoči kroz prozor kako bi izmaknuo obračunu, a Robert se skrije u svom krevetu. Wood i Dick nastave s pucnjavom. Dick ubrzo ostane bez municije, a ostaje i nepokretan zbog metka koji ga je pogodio u nogu. Ali prije no što ga je Wood dokrajčio hicem u glavu, Bob se prisjeti dogovora o partnerstvu. Izvuče pištolj i upuca Wooda s leđa prije nego što je ovaj povukao okidač. Kako bi sve to zatajili Jesseju, odluče zakopati Woodov leš u jamu. Jesse se pojavljuje jedne noći kako bi posjetio Fordove. Tijekom večere Bob se počne ponašati nervozno, a Jesse to odmah primijeti. Jesse ispriča Bobu kratku priču o čovjeku kojeg je ubio jer ga je izdao i objasni mu kako ga Bob podsjeća na njega. Bob izgubi živce i povuče se iz sobe, dok Jesse i Charley počnu planirati put u St. Joseph u Missouriju, gdje Jesse trenutno živi s obitelji. Jesse u St. Josephu doznaje za Woodov nestanak.
Razgovor s vlastima
Bobovo poštovanje za Jesseja počinje opadati, a počinje rasti mržnja prema njegovu heroju dok shvaća kako knjige o Jesseju koje je čitao kao dijete nemaju puno veze sa stvarnošću. Bob se pokuša osvetiti Jesseju razgovarajući s Dickom o tome da se preda policiji. Učinivši to, dokazuje punu vjernost bandi James. Dick nakon toga prizna sudjelovanje u ubojstvu Wooda Hitea i pristane preuzeti svu krivnju na sebe. Kako bi se spasili, Liddil otkrije sve što zna o pljačkama bande James. Dok Dicka drže u policiji, Bob se dogovori s guvernerom Crittendenom (James Carville), a Fordovi prema tom dogovoru moraju uhavtiti Jesseja Jamesa u deset dana ili manje u zamjenu za deset tisuća dolara. U međuvremenu, pri povratku iz St. Josepha, zabrinuti Jesse otkrije Charleyju da se želi ubiti. Charley ga nakon toga uspješno nagovori da uzme Boba pod svoje krilo.
Nervoza
Robert i Charley Ford ostaju jedini aktivni članovi u bandi osim Jesseja. On drži braću na oku, zabranjujući im da idu igdje bez njega. Braća se useljavaju u Jessejev dom u St. Joseph, zajedno s Jessejevom ženom Zee (Mary-Louise Parker) i njihovo dvoje djece. Jedne noći u dnevnom boravku, Jesse pozove Fordove da sudjeluju u pljački banke u Platte Cityju. Odluči im demonstrirati kako će prerezati blagajnikov vrat, držeći pritom nož na Bobovu vratu. Jesse zatim održi nasilni monolog o tome kako će ubiti blagajnika i povuče se ostavivši Boba duboko potresena. Iako se Jesse isprva prema tome odnosi sa šalom, prestane se smijati samo kako bi još više osramotio Boba. Jesse izađe iz sobe ostavivši zabrinute Fordove koji su u strahu da ih ne ubije. Postaje očito da je Jesse podlegao svojim tlapnjama - ponašanje mu svakim danom postaje sve nepredvidljivije. S vremena na vrijeme, on čak "navještava" Bobovu izdaju. Uvijek na oku drži oružje, čak i pri spavanju. S obzirom na dane okolnosti, Bob odluči da će ga ubiti jer bi to bila najsigurnija opcija. Iako se James počinje ponašati sve čudnije, govori Bobu kako mu je ponašanje postalo problem te da se osjeća bespomoćno i da se ne može riješiti suicidalnih misli. Kako bi se ispričao za svoje postupke, Jesse pokloni Bobu novi pištolj.
Ubojstvo
Na dan ubojstva, braća Ford se muče sa zadatkom koji su dobili, posebno Charley, koji je Jesseja dugo smatrao jednim od najboljih prijatelja. Jesse se vraća kući nakon šetnje sa sinom i odlazi u kuhinju na doručak, bacivši novine na kauć. Nekoliko trenutaka kasnije, dok se svi pripremaju za jelo, Robert prođe kroz dnevni boravak prema kuhinji i slučajno ugleda novine na kauču s naslovom "Uhićenje i priznanje Dicka Liddila". Ne razmišljajući puno, Bob gurne dio novina ispod jastuka na kauču i sjedne u kuhinju nakon što je zavezao remen za pištolj. Jesse se ustane i ode po novine. Vraća se natrag i počne čitati i miješati kavu. Saznaje za Dickovo priznanje ubojstva Wooda Hitea. Jesse se zagleda u braću Ford sve sumnjičaviji zašto mu nisu rekli za to. Čini se da je shvatio da su ga braća izdala. Trojac odlazi u dnevni boravak kako bi se pripremili za put u Platte City. Bob se prvi diže, ali se u panici baci u stolicu za ljuljanje. Jesse ulazi posljednji, ali umjesto da se izdere na Fordove, pogleda kroz prozor, odsutno i sanjivo. Fordovi se pripreme za najgore, ali se čini kako James suzdržava svoj bijes zbog prisutnosti žene i djece. Nakon tihe stanke, naizgled svjestan da je došlo njegovo vrijeme i prihvaćajući to, Jesse skine svoj remen za pištolj i ostavi ga na kauč, kao posljednji dokaz da im u potpunosti vjeruje. Bob po prvi put u životu ugleda Jesseja nenaoružanog. Jesse se okrene i zagleda u prašnjavu sliku konja. Popne se na stolicu kako bi je očistio, iako se slika lako može dohvatiti s noga. Na Jessejevu žalost, ono što je on samo zamišljao postaje stvarnost: Robert Ford iskoristi prednost. Jesse ugleda u odrazu na slici kako Bob poseže za pištoljem i upuca ga u potiljak. Zee uleti u dnevni boravak i počne očajno jecati nad muževim tijelom. Fordovi pobjegnu kako bi obavijestili guvernera.
Kukavica Bob / Epilog
Nakon ubojstva, Robert Ford postaje slavna osoba i počne nastupati u kazalištu, postavljajući dan za danom na pozornici predstavu o Jessejevu ubojstvu. Njegov brat glumi Jamesa, a Robert preuzima svu slavu kao čovjek koji je ubio Jesseja Jamesa. Charleyjeva veselost više se ne primjećuje. Čini se, pa i Charleyju, da Bob ne pokazuje ni trunke pokajanja za Jessejevo ubojstvo, te odbija navode o svom kukavičluku. S druge strane, Charleyja sve više muči ono što je učinio. Počinje se pitati zašto je to učinio i počne pisati pisma Zee James moleći je za oproštaj - no, nijedno nije poslano. Obuzet krivnjom, Charley se na kraju ubije. Nešto počinje mučiti i Boba. Umjesto da se Jesseja Jamesa pamti kao kriminalca i ubojicu, on postaje ideal u stilu Robina Hooda. Publika sada počinje izbjegavati Forda i naziva ga izdajnikom. U trenucima bijesa, Bob sanja kako posjećuje obitelji žrtava Jesseja Jamesa, u pokušaju da se podsjeti kako ono što je učinio nije bilo uzalud. U stalnim pokušajima da se oslobodi krivnje, Bob se odaje alkoholu, obilazeći lokalne krčme samo kako bi radio budalu od sebe. Kasnije se zaljubi u lijepu pjevačicu Dorothy Evans (Zooey Deschanel), koja se upušta u duge razgovore s njim kako bi ga utješila. U kasnim godinama svog života, Bob se seli u Colorado kako bi otvorio saloon u malom rudarskom gradiću Creede, još nesiguran o svojoj sudbini. U posljednjoj sceni filma, traži ga čovjek po imenu Edward O'Kelley, uz riječi pripovjedača:
Stidio se svojeg hvalisanja, glume da je hrabar i nemilosrdan. Bilo mu je žao zbog hladnokrvnosti, manjka strasti, nemogućnosti da izrazi ono što je sada vjerovao. Da žali što je ubio Jesseja. Nedostajao mu je kao i svima i želio je da ga nije morao ubiti. Čak i dok je hodao svojim saloonom, znao je da se osmjesi gase čim okrene leđa. Primio je toliko prijetećih pisama da ih je čitao bez ijednog osjećaja, osim znatiželje. Dane je provodio u svojem stanu i okretao karte, tražio je svoju sudbinu u svakom kralju ili dečku. Edward O'Kelly došao je iz Bachelora u 1 h, 8. lipnja. Nije imao plan, nikakvu strategiju, ni neki dogovor s vlastima. Samo neodređenu želju za slavom i općenitu potrebu za osvetom protiv Roberta Forda. O'Kelly je dobio doživotni zatvor u kaznionici u Coloradu zbog ubojstva s predumišljajem. Prikupilo se preko 7 000 potpisa u peticiji za puštanje O'Kellyja i 1902., guverner James B. orman pustio je čovjeka na slobodu. Za Boba nije bilo posmrtnih govora. Fotografije njegova tijela nisu se prodavale u trgovinama. Ljudi nisu preplavili ulice da po kiši isprate njegov lijes. Nisu pisane njegove biografije. Niti su djecu nazivali po njemu. Nitko nije platio 25 centa da uđe u sobe u kojima je odrastao. Sačmarica je bljesnula, Ella Mae je vrisnula, ali Robert Ford je samo ležao na podu i gledao u strop. Oči su mu se polako gasile i nije mogao smisliti prave riječi.

## Glumci
Banda
- Brad Pitt kao Jesse James
- Casey Affleck kao Robert Ford
- Sam Rockwell kao Charley Ford
- Paul Schneider kao Dick Liddil
- Jeremy Renner as Wood Hite
- Sam Shepard as Frank James
- Garret Dillahunt kao Edward T. Miller

Žene
- Mary-Louise Parker kao Zee James
- Alison Elliott kao Martha Bolton
- Kailin See kao Sarah Hite
- Zooey Deschanel kao Dorothy Evans

Vlasti
- James Carville kao Guverner Thomas T. Crittenden
- Michael Parks kao Henry Craig
- Ted Levine kao Šerif James Timberlake

Ostali
- Hugh Ross kao Pripovjedač

## Produkcija
Warner Bros. i Plan B Entertainment su u ožujku 2004. otkupili prava na film prema Hansenovu romanu Ubojstvo Jesseja Jamesa od kukavice Roberta Forda iz 1983. Za redatelja i scenarista je angažiran Andrew Dominik, dok je prvi izbor za Jesseja Jamesa bio Brad Pitt. Za ulogu Roberta Forda postajala su dva izbora: Affleck i Shia LaBeouf; Affleck je izabran jer se smatralo kako je LaBeouf premlad. Strateg predsjedničke kampanje Billa Clintona, James Carville, izabran je za ulogu guvernera Missourija. Pitt je potpisao ugovor u siječnju 2005., a snimanje je počelo 29. kolovoza 2005. u Calgaryju. Snimanje se odvijalo i u područjima Alberte, uključujući McKinnon Flats, Heritage Park, Fairmont Palliser Hotel i područje Kananaskisa, na nekoliko privatnih rančeva i u povijesnom Fort Edmonton Parku. Blizu Goat Creeka u Alberti je za milijun dolara izgrađen povijesni grad Creede u Coloradu. Snimanje je završeno u prosincu 2005. Film je originalno montirao redatelj Dominik da bude "mračno, složeno istraživanje slave i nečasnosti", sličan stilu Terrencea Malicka. Studio se protivio Dominikovoj viziji i tražio više akcije, u stilu Clinta Eastwooda. Jedna verzija filma trajala je više od tri sata. Pitt i Ridley Scott, producenti filma, te montažeri Dylan Tichenor (koji je u ranoj fazi napustio produkciju kako bi montirao Bit će krvi, zamijenjen je s montažerom Curtissom Claytonom, koji je na kraju dovršio produkciju) i Michael Kahn, surađivali su kako bi testirali razne verzije koje nisu dobile dobre ocjene od test publike. Unatoč negativnim reakcijama, publika je smatrala kako su Pittove i Affleckove izvedbe najbolje u njihovim karijerama. Brad Pitt je tražio da se u ugovor unese klauzula kako se ne smije mijenjati naziv filma.

## Premijera
Film je originalno trebao biti premijerno prikazan 15. rujna 2006., no otkazana je za veljaču 2007., a na kraju za 21. rujna 2007., gotovo dvije godine nakon završetka snimanja.
U prvom vikendu je zaradio 147,812 dolara, a ukupno manje od četiri milijuna dolara. Warner Bros. je 5. veljače 2008. film objavio i na DVD-u u Americi, a 31. ožujka i u Ujedinjenom Kraljevstvu.

## Reakcije

### Kritike
Prema podacima od 7. prosinca 2007., Rotten Tomatoes je zabilježio da je 75 posto recenzija od 142 recenzenta bilo pozitivno.
Brian Tallerico s UGO-a dao je filmu ocjenu "A" i rekao kako je to "najbolji vestern nakon Nepomirljivih". Dodao je, "S nevjerojatnim vizualnim doživljajem, izvedbama vrijednim nagrada i scenarijem koji vrijedi rizika, Jesse James je remek-djelo i jedan od najboljih filmova godine." Kurt Loder s MTV-a je rekao, "Ako moram izvlačiti klišeje kao što su 'vrijedan Oscara', zasigurno bih izabrao ovaj film, zbog više stvari." Richard Roeper u televizijskoj emisiji Ebert & Ropeper je rekao, "Ako volite klasične i gizdave vesterne kao što su McCabe i gđa. Miller i Jahači na duge staze, onda je ovo film za vas." Filmski kritičar Stephen Whitty iz Star-Ledgera dao je filmu četiri zvjezdice i nazvao ga "epskim filmom koji je dijelom monografija, dijelom tužna balada i nadasve portret našeg vremena, gledanog u udaljenom zrcalu." Whitty je dodao da je film "daleko superiorniji" i "dosljedniji svom svijetu" nego U 3:10 za Yumu. Josh Rosenblat iz The Austin Chronicle dao je filmu tri i pol zvjezdice te rekao kako se film "hvata mnogih klasičnih vestern metafora - prolaska vremena, impozantnih krajolika, trajne usamljenosti, ležernog nasilja - i označava njihove krajnje rubove."
Filmski kritičar Emanuel Levy dao je filmu ocjenu "A" te napisao, "Zajedno s Nema zemlje za starce Joela i Ethana Coena, koji je zamaskirani vestern, ili čak moderni vestern, Ubojstvo Jesseja Jamesa je drugo remek-djelo sezone." Levy je dodao, "Kao Bonnie i Clyde, Dominikov vestern je briljantna, poetična saga o legendarnom američkom kriminalcu kao i meditativna dekonstrukcija najstalnijih problema naše kulture: povezanosti kriminala i slave, mitova o heroizmu i opsesije slavnim osobama." Lewis Beale iz Film Journal International je rekao "Besprijekorno snimljen,  s izvrsnim glumcima i režijom, ovo je uistinu impresivan film scenarista-redatelja Andrewa Dominika... ali na trenutke pati od elefantiaze." Beale je rekao kako je Affleck "izvrstan u prekretničkoj ulozi", a dodao je kako je Pitt "strašan i karizmatičan." Napisao je, "Čini se kako je redatelj zaljubljen u svoj tromi ritam, nije u stanju skratiti pet ili deset sekundi u mnogim scenama što bi filmu dalo prikladnije trajanje." Beale je zaključio je film "fascinantno djelo nastalo na književnom predlošku koje uspijeva u oba žanra."
Britanski kritičar Mark Kermode nazvao je film najboljim po njegovom izboru u 2007. u godišnjoj recenziji u radijskoj emisiji Simona Mayoa na BBC-u.
Mnogi kritičari su rekli kako je film predugačak. Kirk Honeycutt iz Hollywood Reportera rekao je kako veza između Pitta i Afflecka "postaje zasićena u predugim kadrovima, ponavljajućim scenama, vestern krajolicima i mumljajućim dijalozima s tvrdim naglaskom." Bob Strauss iz Los Angeles Daily Newsa dao je filmu dvije i pol od četiri zvjezdice i rekao, "Kratko i jasno, stvar je preduga i prespora." Dodao je, "Svaki element ovog vesterna je prelijepo prikazan. Zašto ga je onda zamorno gledati?" Pam Grady s Reel.com je dala filmu dvije od četiri zvjezdice i rekla, "Film je jednostavno predugačak, isprazna stilska vježba." Stephanie Zacharek sa Salon.com rekla je kako "film predstavlja prekretnicu u filmskoj povijesti. To je možda prvi put da smo bili pozvani gledati knjigu na vrpci."

### Top deset liste
Film se pojavio na mnogim top deset listama najboljih filmova 2007. raznih kritičara.
- 1. - Mark Kermode, BBC Radio 5 Live
- 1. - Peter Vonder Haar, Film Threat
- 1. - Ray Bennett, The Hollywood Reporter
- 1. - Matt Cale, Ruthless Reviews[28]
- 2. - Dennis Harvey, Variety
- 3. - Claudia Puig, USA Today
- 3. - Mick LaSalle, San Francisco Chronicle
- 4. - Tom Charity, CNN[29]
- 4. - Jack Mathews, New York Daily News
- 4. - Scott Tobias, The A.V. Club
- 5. - Časopis Empire
- 5. - Keith Phipps, The A.V. Club
- 5. - Tasha Robinson, The A.V. Club
- 6. - Scott Foundas, LA Weekly
- 6. - Jonathan Rosenbaum, Chicago Reader
- 9. - Lisa Schwarzbaum, Entertainment Weekly
- 9. - Nick Schager, Slant Magazine
- 9. - Michael Phillips, Chicago Tribune
- 10. - J. Hoberman, The Village Voice

### Nagrade i nominacije
Nacionalni ured za filmsku kritiku nazvao je Ubojstvo Jesseja Jamesa od kukavice Roberta Forda jednom od 10 najboljih filmova 2007. Proglasio je Afflecka najboljim sporednim glumcem na filmu. Udruga filmskih kritičara San Francisca proglasila je film najboljim u 2007. Udruga je nagradila i Afflecka nagradom za najboljeg sporednog glumca. Affleck je u istoj kategoriji nominiran i za Zlatni globus.
Film je bio nominiran za dva Oscara. Affleck je bio nominiran za najboljeg sporednog glumca, a Roger Deakins za najbolju fotografiju.

## Vanjske poveznice
- (engl.) Službena stranica
- (engl.) Službena stranica obitelji Jesseja Jamesa  Arhivirana inačica izvorne stranice od 22. veljače 2008. (Wayback Machine)
- (engl.) Ubojstvo Jesseja Jamesa od kukavice Roberta Forda u internetskoj bazi filmova IMDb-a
- (engl.) Ubojstvo Jesseja Jamesa od kukavice Roberta Forda na Rotten Tomatoes
- (engl.) Ubojstvo Jesseja Jamesa od kukavice Roberta Forda na Box Office Mojo